# Transilvanian Hunger
Transilvanian Hunger är ett album släppt 1994 av det norska black metal-bandet Darkthrone på skivbolaget Peaceville Records. Skivan räknas som en klassiker inom black metal, och har blivit kontroversiell av flera anledningar. En är att texterna till de fyra sista låtarna på skivan skrevs av Varg Vikernes - skivan släpptes efter att Vikernes fängslats för mordet på Euronymous. Låten "As Flittermice as Satan's Spys" avslutas med ett baklängesmeddelande: "In the name of God, let the churches burn" ("I Guds namn, låt kyrkorna brinna"). 
Även skivans omslag orsakade kontroverser. På baksidan fanns meningarna "True Norwegian Black Metal" ("sann norsk black metal") och "Norsk Arisk Black Metal", något som uppfattades som rasistiskt. I ett pressmeddelande innan skivan släpptes menade bandet att skivan "stod över all kritik", och att de som ändå kritiserade skivan "borde straffas för sitt uppenbart judiska beteende". Skivbolaget skickade ut ett eget pressmeddelande som tog avstånd från skrivningarna. Efter stark kritik gick bandets trummis Fenriz ut med att de inte alls var antisemiter - enligt honom används ordet "judisk" som en synonym för "dum" i Norge, och anklagelserna om antisemitism berodde på ett "kulturellt missförstånd".
Det saknas information om vilka musiker som medverkar på albumet, men Fenriz har uppgett att det var han som spelade in all musik i "Necrohell Studio", vilket i själva verket var en 4-kanals portastudio, och att Nocturno Culto lade på sången i efterhand.

## Låtlista
1. "Transilvanian Hunger" – 6:09
2. "Over fjell og gjennom torner" – 2:29
3. "Skald av Satans sol" – 4:28
4. "Slottet i det fjerne" – 4:45
5. "Graven tåkeheimens saler" – 4:59
6. "I en hall med flesk og mjød" – 5:12
7. "As Flittermice as Satans Spys" – 5:55
8. "En ås i dype skogen" – 5:03

- Text: Fenriz (spår 1 – 4), Count Grishnakh / Greifi Grishnackh (Varg Vikernes) (spår 5 – 8)
- Musik: Darkthrone (alla låtar)

## Medverkande
Musiker (Darkthrone-medlemmar)
- Fenriz (Gylve Fenris Nagell) – trummor, gitarr, basgitarr
- Nocturno Culto (Ted Arvid Skjellum) – sång

Produktion
- Mayking – mastring
- Nimbus – mastring
- Tania Stene – omslagskonst
- Tomas Lindberg – logo